# Listă de conducători ai Siriei

Aceasta este lista conducătorilor Siriei din 1922.

## Lista președinților Siriei (1922–prezent)
| #                                                      | Portret                     | Nume (Născut-Mort) (Mandat)                            | În fucție          | În fucție          | Partid                                         |
| ------------------------------------------------------ | --------------------------- | ------------------------------------------------------ | ------------------ | ------------------ | ---------------------------------------------- |
| Președinți ai Mandatului Francez al Siriei (1920–1946) |                             |                                                        |                    |                    |                                                |
| 1                                                      |                             | Subhi Bay Barakat al-Khalidi (1883–1939)               | 28 iunie 1922      | 21 decembrie 1925  | Independent                                    |
| —                                                      |                             | François Pierre-Alype (1853–1932) Președinte interimar | 9 februarie 1926   | 28 aprilie 1926    | Independent                                    |
| 2                                                      |                             | Damad-i Shariyari Ahmad Nami Bay (1840–1928)           | 28 aprilie 1926    | 15 februarie 1928  | Independent                                    |
| —                                                      |                             | Taj al-Din al-Hasani (1885–1943) Președinte interimar  | 15 februarie 1928  | 19 noiembrie 1931  | Independent                                    |
| —                                                      |                             | Léon Solomiac (1873–1960) Președinte interimar         | 19 noiembrie 1931  | 11 iunie 1932      | Independent                                    |
| 3                                                      |                             | Muhammad Ali al-Abid (1867–1939)                       | 11 iunie 1932      | 21 decembrie 1936  | Independent                                    |
| 4                                                      |                             | Hashim al-Atassi (1875–1960) (Primul mandat)           | 21 decembrie 1936  | 7 iulie 1939       | Blocul național                                |
| 5                                                      |                             | Bahij al-Khatib (1895–1981)                            | 10 iulie 1939      | 4 aprilie 1941     | Independent                                    |
| —                                                      |                             | Khalid al-Azm (1903–1965) Președinte interimar         | 4 aprilie 1941     | 16 septembrie 1941 | Independent                                    |
| 6                                                      |                             | Taj al-Din al-Hasani (1885–1943)                       | 16 septembrie 1941 | 17 ianuarie 1943   | Independent                                    |
| —                                                      |                             | Jamil al-Ulshi (1883–1951) Președinte interimar        | 17 ianuarie 1943   | 25 martie 1943     | Independent                                    |
| 7                                                      |                             | Ata al-Ayyubi (1877–1951)                              | 25 martie 1943     | 17 august 1943     | Independent                                    |
| 8                                                      |                             | Shukri al-Quwatli (1891–1967) (Primul mandat)          | 17 august 1943     | 17 aprilie 1946    | Blocul Național                                |
| Președinți ai Republicii Siriene (1946–1958)           |                             |                                                        |                    |                    |                                                |
| 9                                                      |                             | Shukri al-Quwatli (1891–1967) (Primul mandat)          | 17 aprilie 1946    | 30 martie 1949     | Blocul Național / Partidul Național            |
| 10                                                     |                             | Husni al-Za'im (1897–1949)                             | 30 martie 1949     | 14 august 1949     | Armată / Partidul Socialist Naționalist Sirian |
| 11                                                     |                             | Sami al-Hinnawi (1898–1950)                            | 14 august 1949     | 15 august 1949     | Armată                                         |
| 12                                                     |                             | Hashim al-Atassi (1875–1960) (Al doilea mandat)        | 15 august 1949     | 2 decembrie 1951   | Partidul Național                              |
| 13                                                     |                             | Adib Shishakli (1909–1964) (Primul mandat)             | 2 decembrie 1951   | 3 decembrie 1951   | Armată / Partidul Socialist Naționalist Sirian |
| 14                                                     |                             | Fawzi Selu (1905–1972)                                 | 3 decembrie 1951   | 11 iulie 1953      | Armată                                         |
| 15                                                     |                             | Adib Shishakli (1909–1964) (Al doilea mandat)          | 11 iulie 1953      | 25 februarie 1954  | Armată / Mișcarea arabă de eliberare           |
| 16                                                     |                             | Maamun al-Kuzbari (1914–1998) (Primul mandat)          | 26 februarie 1954  | 28 februarie 1954  | Independent                                    |
| 17                                                     |                             | Hashim al-Atassi (1875–1960) (Al treilea mandat)       | 28 februarie 1954  | 6 septembrie 1955  | Partidul Național                              |
| 18                                                     |                             | Shukri al-Quwatli (1891–1967) (Al doilea mandat)       | 6 septembrie 1955  | 22 February 1958   | Partidul Național                              |
| Președinți ai Republicii Arabe Unite (1958–1961)       |                             |                                                        |                    |                    |                                                |
| 19                                                     |                             | Gamal Abdel Nasser (1918–1970)                         | 22 februarie 1958  | 29 septembrie 1961 | Uniunea Națională                              |
| Președinți ai Republicii Arabe Siriene (1961–prezent)  |                             |                                                        |                    |                    |                                                |
| 20                                                     |                             | Maamun al-Kuzbari (1914–1998) (Al doilea mandat)       | 29 septembrie 1961 | 20 noiembrie 1961  | Independent                                    |
| —                                                      |                             | Izzat an-Nuss (1900–1972) Președinte interimar         | 20 noiembrie 1961  | 14 decembrie 1961  | Armată                                         |
| 21                                                     |                             | Nazim al-Kudsi (1906–1998)                             | 14 decembrie 1961  | 8 martie 1963      | Partidul Poporului                             |
| 22                                                     |                             | Luai al-Atassi (1926–2003)                             | 9 martie 1963      | 27 iulie 1963      | Armată / Partidul Ba'ath                       |
| 23                                                     |                             | Amin al-Hafiz (1921–2009)                              | 27 iulie 1963      | 23 februarie 1966  | Armată / Partidul Ba'ath                       |
| 24                                                     |                             | Nureddin al-Atassi (1930–1992)                         | 25 februarie 1966  | 18 noiembrie 1970  | Armată / Partidul Ba'ath                       |
| 25                                                     |                             | Ahmad al-Khatib (1933–1982)                            | 18 noiembrie 1970  | 22 februarie 1971  | Partidul Ba'ath                                |
| 26                                                     |                             | Hafez al-Assad (1930–2000)                             | 22 februarie 1971  | 10 iunie 2000      | Partidul Ba'ath / Frontul Național Progresiv   |
| —                                                      |                             | Abdul Halim Khaddam (1932-2020) Președinte interimar   | 10 iunie 2000      | 17 iulie 2000      | Partidul Ba'ath / Frontul Național Progresiv   |
| 27                                                     |                             | Bashar al-Assad (n. 1965)                              | 17 iulie 2000      | 8 decembrie 2024   | Partidul Ba'ath / Frontul Național Progresiv   |
| -                                                      | ------                      | Vacant                                                 | 8 decembrie 2024   | 29 ianuarie 2025   | ------                                         |
| 28                                                     | Ahmad al-Shara January 2025 | Ahmad al-Sharaa (n. 1982)                              | 29 ianuarie 2025   | prezent            | Independent                                    |